# Sáo mỏ ngà
Sáo mỏ ngà hay Sáo đen (danh pháp khoa học: Acridotheres cristatellus) là một loài chim trong họ Sturnidae.
Sáo mỏ ngà là loài bản địa đông nam Trung Quốc và Đông Dương. Chúng được tìm thấy trong không gian mở gần các khu vực nông nghiệp và đô thị. Chúng là một loài chim lồng phổ biến và do đó, đã vô tình được thả ở một vài nơi ngoài phạm vi phân bố thông thường. Ví dụ, loài này được đưa vào khoảng năm 1890 vào vùng Vancouver của British Columbia. Loài này đã thành công bước đầu, đạt dân số hàng nghìn con, tuy nhiên, kể từ đó, nó đã tuyệt chủng cục bộ trong khu vực. 
Giống như nhiều loài chim sáo khác, sáo mỏ ngà là loài ăn tạp. Chúng ăn nhiều loại thức ăn bao gồm giun, sâu, hạt, trái cây, và thậm chí cả rác. Chúng là một loài chim rất có lợi cho nông dân, vì nó ăn côn trùng và không tấn công mùa màng. 